# Corupția în Myanmar
Corupția în Myanmar este una dintre cele mai grave din lume. Din cauza eșecurilor în materie de reglementare și aplicare, corupția înflorește în toate sectoarele guvernamentale și de afaceri. Mulți oameni de afaceri străini consideră corupția „o barieră serioasă în calea investițiilor și a comerțului în Myanmar.” Un sondaj al ONU din mai 2014 a concluzionat că corupția este cel mai mare obstacol în calea afacerilor în Myanmar. Războiul civil în curs de desfășurare a încetinit semnificativ eforturile de combatere a corupției, exacerbând problema.
Indicele de percepție a corupției din 2023 al Transparency International, care a evaluat 180 de țări pe o scară de la 0 („foarte corupt”) la 100 („necorupt”), a acordat Myanmarului un scor de 20. În funcție de punctaj, Myanmar s-a clasat pe locul 162 între cele 180 de țări din Index, unde țara clasată pe primul loc este percepută ca având cel mai onest sector public. Pentru comparație cu punctajele la nivel mondial, cel mai bun punctaj a fost 90 (locul 1), cel mai slab punctaj a fost 11 (locul 180), iar punctajul mediu a fost 43. Pentru comparație cu punctajele regionale, cel mai bun punctaj între țările din Asia Pacific a fost 85, cel mai slab punctaj a fost 17, iar punctajul mediu a fost 45; doar Coreea de Nord a obținut un punctaj mai mic decât Myanmar în regiune.
În sondajul Myanmar Business Survey 2014, corupția a fost cel mai frecvent identificat obstacol în calea afacerilor, în special în ceea ce privește obținerea înregistrării firmei, a licențelor de afaceri și a permiselor din partea autorităților guvernamentale.
În Myanmar se obișnuiește să se perceapă plăți ilicite pentru serviciile guvernamentale, să se mituiască perceptorii de taxe pentru a obține o plată mai mică a taxelor și să se mituiască funcționarii vamali pentru a evita plata taxelor vamale.

## Context

### Revoluția șofranului
În 2007, guvernul birmanez de atunci a revocat mai multe subvenții pentru diverse industrii de combustibili, ceea ce a dus la creșterea prețurilor în întreaga țară. Acest lucru a declanșat proteste pe scară largă din cauza nemulțumirii populației față de guvernul militar. S-a observat că cetățeanul mediu era nemulțumit de nivelurile imense de cleptocrație din țară, care permiteau membrilor dictaturii militare să trăiască într-un „stat în stat”, cu averi acumulate mult peste cele ale poporului. Guvernul a reacționat dur la proteste prin violență și detenții arbitrare. Deși numărul oficial al morților a fost de treisprezece, se presupune că numărul real a depășit cu mult această cifră. Guvernul a luat chiar măsuri pentru a cenzura accesul la internet în țară, însă fără rezultat.
eDeși demonstrațiile au fost dispersate și reprimate de junta militară, populația a votat mai târziu un nou guvern și a preluat puterea de la generalul Than Shwe în 2011. Cu toate acestea, elemente ale guvernului militar au păstrat puterea.

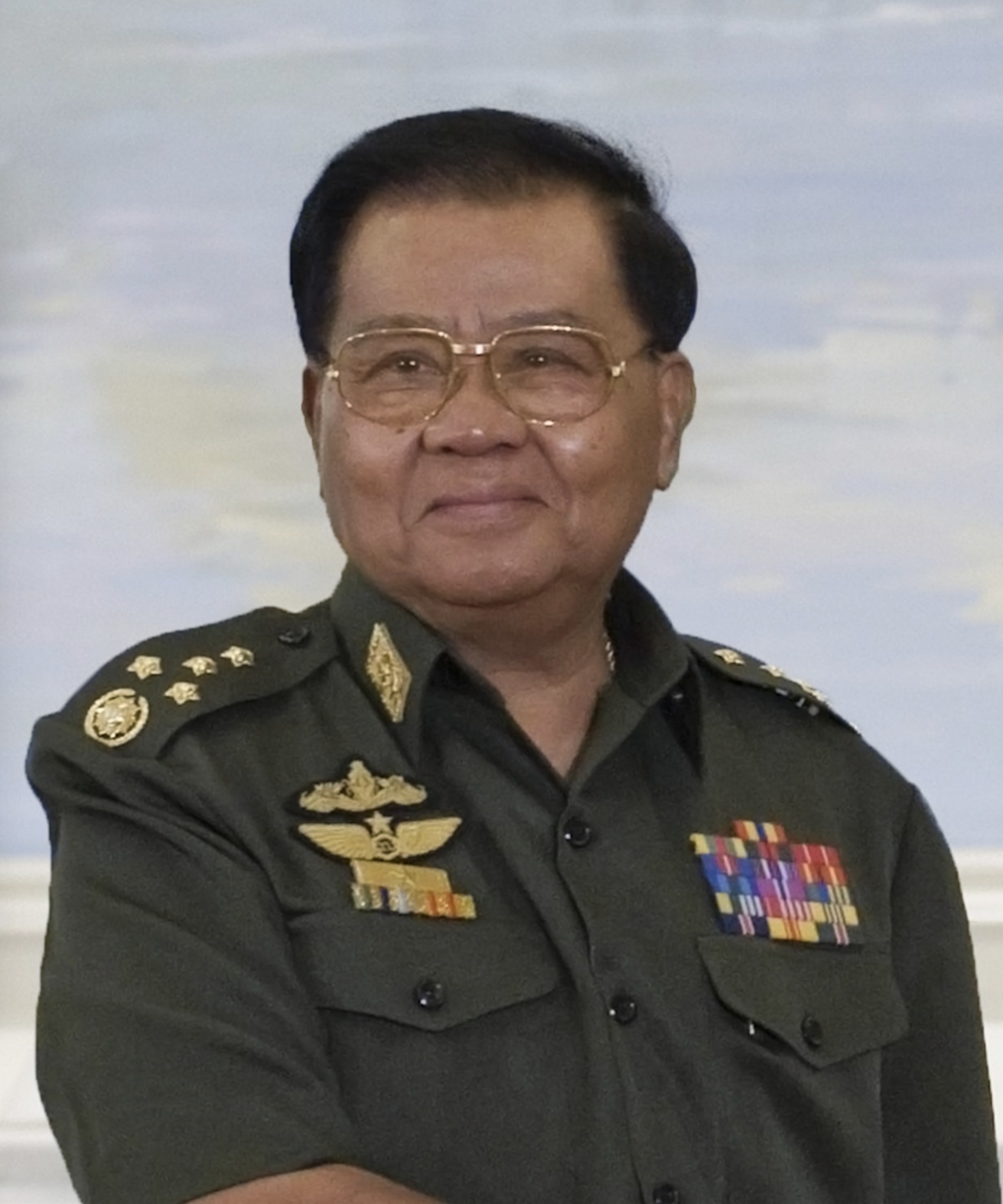
Fostul șef al statului birmanez, marele general Than Shwe

Myanmar a petrecut cinci decenii sub conducere militară. Această perioadă s-a încheiat în 2011, când un guvern semi-civil a preluat puterea și a încercat să regenereze economia și să atragă investiții străine. Printre obiectivele sale s-a numărat reducerea corupției endemice. Cu toate acestea, în mai 2014, aceste reforme erau considerate ca având un efect minim asupra corupției.
Se spune că fiecare funcționar de conducere din fostul regim militar „a comis mii de infracțiuni legate de corupție”. Majoritatea funcționarilor de nivel înalt din administrația publică erau rude cu funcționari militari.
De la sfârșitul regimului militar, Myanmar a pus în aplicare reforme economice și a dezvoltat o piață liberă, dar, potrivit unei surse, „economia sa de piață incipientă rămâne constrânsă de o miriadă de reglementări”, care fac posibilă corupția galopantă care „împiedică funcționarea mecanismului prețurilor, pe care se bazează buna funcționare a economiei de piață.” Kim Ninh de la Asia Foundation a declarat în mai 2015 că, în ciuda eforturilor de a reduce corupția după regimul militar, mediul de afaceri al țării a rămas în esență același, cu puține companii noi care au apărut din 2011.
Un articol publicat în octombrie 2015 în Wired afirmă că, în ciuda încercărilor SUA și ale altor țări occidentale de a promova transparența, majoritatea economiei Myanmarului rămâne sub controlul unei elite corupte. În timpul procesului de privatizare, potrivit unui raport al Centrului de Resurse Anticorupție U4, actualizat în octombrie 2014, „numeroase active de stat au fost vândute militarilor, membrilor familiilor și asociaților înalților funcționari guvernamentali la prețuri avantajoase”.
În plus, potrivit mai multor rapoarte, armata a influențat rezultatele alegerilor din 2010 și 2012 prin fraudă, restricții privind participarea politică și interzicerea monitorizării internaționale.

## Factori
Printre motivele pentru nivelurile ridicate de corupție din Myanmar se numără ratele de schimb multiple, care permit funcționarilor să ceară mită pentru a oferi rate favorabile; ratele scăzute de remunerare a funcționarilor publici; și o tradiție a nepotismului. „Deoarece nu există procese de selecție competitive pentru a intra în sectorul public”, se menționează într-un raport, „relațiile personale și mita sunt poate mai importante decât calificările. De exemplu, este o practică obișnuită selectarea miniștrilor și a funcționarilor publici de nivel înalt din rândurile armatei, mai degrabă decât pe baza expertizei".
S-a observat că, după 2011, Myanmar are o economie informală în expansiune și că astfel de economii sunt în mod notoriu vulnerabile la corupție.

## Tipuri de corupție

### Corupție mică
Corupția mică, adică extorcarea de mite mici sau „cadouri” în legătură cu serviciile de zi cu zi, este „endemică în viața de zi cu zi a cetățenilor din Myanmar. Este deosebit de răspândită atunci când cetățenii au de-a face cu birocrația țării și se angajează cu funcționari publici de nivel inferior sau mediu”. Este frecventă „în procesele de solicitare a permiselor sau a documentelor, în care mita sau oferirea de cadouri devin elemente inevitabile ale procesului, devenind poate chiar înrădăcinate cultural[,] mita fiind văzută mai degrabă ca un cadou sau un gest amabil”. Deoarece cadourile de până la 300.000 Kyat (300 USD) nu sunt considerate legal drept corupție, nu există sancțiuni pentru acest tip de activitate, chiar dacă „reprezintă un cost uriaș pentru guvern, subminează încrederea în instituțiile statului și încalcă principiul tratamentului egal al cetățenilor”.
De la sfârșitul lunii august 2024, șoferii ilegali de trishaw se alătură frecvent grupurilor de miliție ale juntei pentru a eluda restricțiile privind benzina și pentru a evita inspecțiile.

### Sectorul de afaceri
„Problema corupției în Myanmar este deosebit de gravă în domeniul activității de afaceri”, afirmă o sursă. O firmă care dorește o autorizație de construcție trebuie să treacă printr-un proces de cerere care implică (în medie) 16 proceduri, o așteptare de 159 de zile și un cost de aproximativ 567% din venitul pe cap de locuitor. O firmă care dorește să obțină energie electrică trebuie să treacă prin 5 proceduri, să aștepte 91 de zile și să cheltuiască peste 3000% din venitul pe cap de locuitor.

#### Afaceri și investiții străine
În sondajul Myanmar Business Survey 2014, corupția a fost cel mai frecvent menționat obstacol în calea afacerilor în țară. În clasamentul Ease of Doing Business din 2014, Myanmar a ocupat, de asemenea, un loc foarte jos.
Conform Declarației privind climatul investițional din 2014, „investitorii se pot confrunta cu corupție atunci când solicită permise de investiții sau când închiriază terenuri în Myanmar.” Sondajele privind întreprinderile din 2014 au raportat că 38,9% dintre oamenii de afaceri se așteptau „să ofere cadouri pentru a obține o licență de funcționare”, în timp ce 55,8% se așteptau „să ofere un cadou pentru a obține un racord electric”, iar 30,1% se așteptau „să ofere cadouri pentru a obține un racord de apă.” Persoanele care solicită licențe de import și export sunt, de asemenea, susceptibile de a fi taxate ilegal.
Fără notificare sau revizuire externă, guvernul din Myanmar promulgă în mod regulat noi reglementări și legi care afectează investitorii străini.
Daniel Barrins de la firma de avocatură Herbert Smith Freehills, partener al Asialink, cu sediul în Australia, a declarat că, din cauza corupției, cetățenii din Myanmar sunt privați de beneficiile investițiilor străine. Potrivit lui Barrins, problemele legate de proprietatea funciară, drepturile de proprietate intelectuală și statul de drept creează dificultăți pentru potențialii investitori străini.

#### Teren
Sub guvernul militar care a condus Myanmar până în 2011, terenurile au fost naționalizate. Potrivit unui raport publicat în octombrie 2015 în The Wall Street Journal, terenurile din Myanmar rămân în mare parte sub controlul armatei și al aliaților săi. În plus, acuzațiile de evacuări forțate sunt încă frecvente în Myanmar.

#### Industria jadului

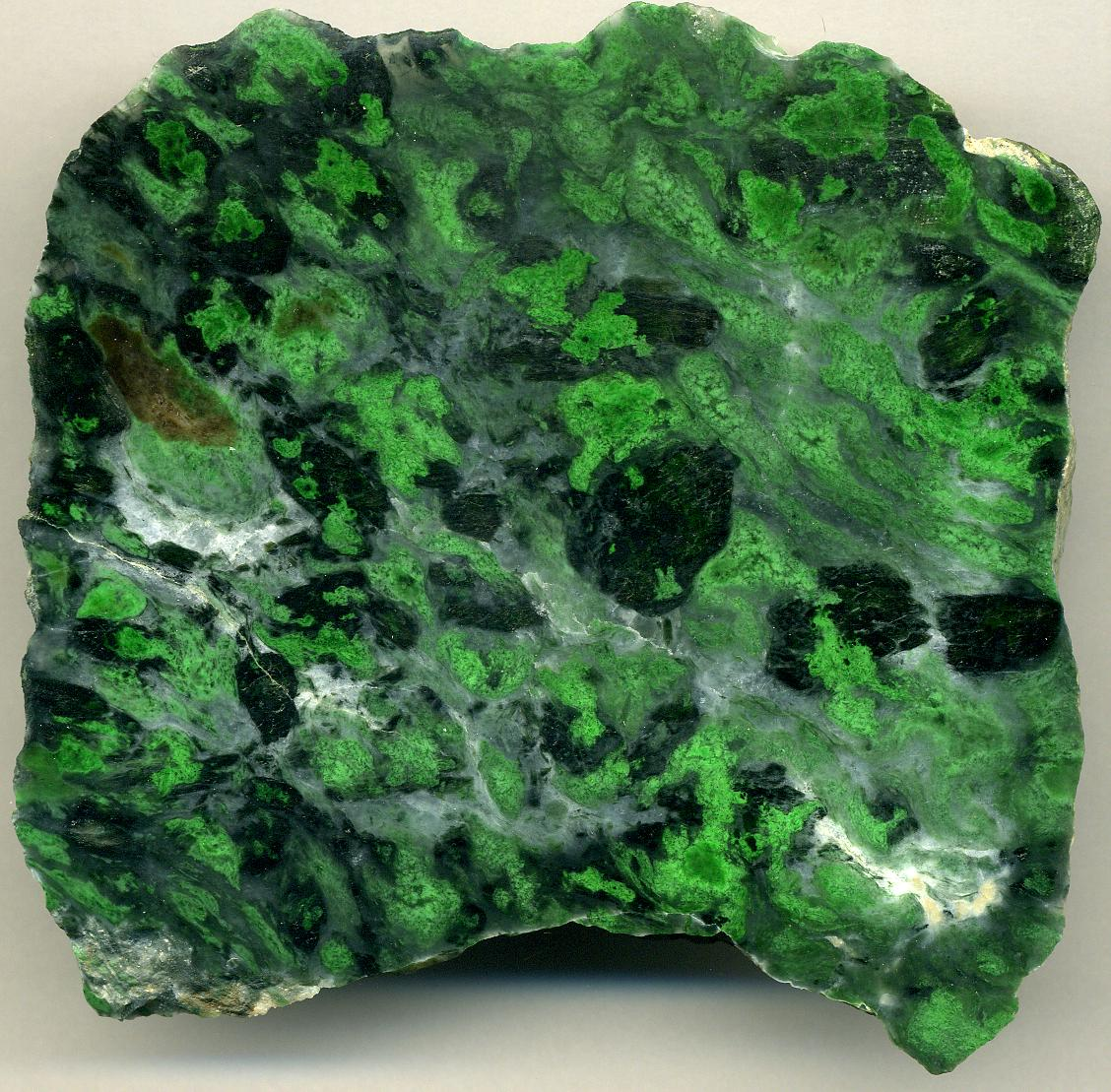
Jad extras în Myanmar

Comerțul cu jad reprezintă 48% din PIB-ul oficial al Myanmarului. Un raport din octombrie 2015 al Global Witness a arătat că industria jadului din Myanmar este exploatată de elitele națiunii, inclusiv de liderii militari, traficanții de droguri și liderii de afaceri. Aceasta a fost concluzia unei investigații de un an intitulată „Jade: «Marele secret de stat» al Myanmarului”, care a identificat faptul că mai mulți membri de frunte ai guvernului și economiei naționale au sustras jad în valoare de 31 de miliarde de dolari în 2014, o cifră de aproape jumătate din economia Myanmarului.
Global Witness a estimat că rețelele ilegale din Myanmar au furat jad în valoare totală de 122,8 miliarde USD în deceniul precedent și a susținut că industria jadului din Myanmar este probabil cea mai mare escrocherie cu resurse naturale din istoria recentă. În plus, cele aproape o sută de zăcăminte miniere de jad active sunt situate în zone controlate de aproximativ 10 până la 15 oameni de afaceri care au legături cu armata și, prin urmare, oamenii care trăiesc în aceste zone rămân în sărăcie, în timp ce câțiva oameni de afaceri profită enorm.

#### Petrol și gaze
Legislația din Myanmar prevede ca firmele străine de explorare a petrolului și gazelor care operează în țară să fie asociate cu firme naționale. Aceste acorduri au fost criticate pentru lipsa lor de transparență și responsabilitate.

#### Exploatarea forestieră
Începând cu 2006, exploatarea forestieră ilegală a reprezentat cel puțin jumătate din exploatarea forestieră din țară. Contrabanda cu lemn peste frontiera chineză este o activitate majoră.

#### Impozitarea
Taxele sunt colectate în mod neregulamentar. Peste o treime dintre respondenții la un sondaj au declarat că se așteaptă de la ei să ofere cadouri în timpul întâlnirilor cu funcționarii fiscali. O întreprindere de mărime medie care își desfășoară activitatea în Myanmar trebuie să efectueze anual 31 de plăți fiscale separate. În medie, aceasta necesită 155 de ore de muncă și implică plata unui impozit în valoare de 48,9% din profiturile anuale.
În aprilie 2014, a intrat în vigoare o nouă Lege fiscală a Uniunii. Aceasta este menită să contribuie la eliminarea corupției în colectarea impozitelor.

### Corupția politică
Corupția politică există la nivelurile superioare ale guvernului și intervine în special „atunci când sunt negociate sau puse în aplicare lucrări de infrastructură de mari dimensiuni sau alte «megaproiecte»”. Companiile plătesc mită „pentru a evita problemele sau întârzierile” și, adesea, „stabilesc rețele ilicite de clientelă care pot fi exploatate în tranzacții viitoare”. Companiile care stabilesc astfel de rețele „primesc adesea controlul monopolului asupra piețelor sau sectoarelor pe care le câștigă prin «licitație»”, iar acest control monopolist sufocă concurența și creșterea.
În Raportul privind competitivitatea globală 2013-2014 al Forumului Economic Mondial, directorii de întreprinderi au evaluat incidența deturnării corupte a fondurilor publice către companii, persoane sau grupuri la 2,3 pe o scară de 7 puncte (1 fiind „foarte frecvent” și 7 „nu se întâmplă niciodată”). Aceștia au evaluat favoritismul funcționarilor guvernamentali față de companiile și persoanele bine conectate, reflectat în politici și contracte, cu un scor de 2,2 pe o scală de 7 puncte (1 însemnând „întotdeauna manifestă favoritism” și 7 „niciodată nu manifestă favoritism”).
Adesea, ministerele nu raportează propriile cheltuieli pentru proiecte.

#### Funcționari pentru import, export și vamă
Reglementările privind importul și exportul din Myanmar nu sunt transparente. Conform Global Enabling Trade 2014, corupția la frontieră și procedurile împovărătoare se numără printre provocările majore la importul de bunuri. Directorii de întreprinderi au acordat eficienței și transparenței administrației de frontieră din Myanmar un scor de 2,2 pe o scară de 7 puncte (1 fiind „netransparent” și 7 „transparent”). Myanmar ocupă locul 128 din 138 de țări în această privință.
Întreprinderile trebuie să mituiască funcționarii vamali pentru a evita taxele ridicate la import și export. 53,5% dintre întreprinderile intervievate în 2014 au declarat că se așteaptă să ofere „cadouri” pentru a obține licențe de import.
În medie, exportul unui container de bunuri din Myanmar implică 9 documente, durează 25 de zile și costă 670 USD. În medie, importul unui container de bunuri în Myanmar implică 9 documente, durează 27 de zile și costă 660 USD.

#### Cumpărarea proprietății
Directorii de întreprinderi evaluează protecția drepturilor de proprietate și a activelor financiare la 2,5 pe o scară de 7 puncte (1 fiind „foarte slabă” și 7 „foarte puternică”). Înregistrarea proprietății implică în medie 6 proceduri, o așteptare de 113 zile și un cost care se ridică la 7,2% din valoarea proprietății.

#### Poliția și forțele de securitate
În Raportul privind Competitivitatea Globală 2013-2014 al Forumului Economic Mondial, directorii de întreprinderi au acordat o notă de 3,0 pe o scară de 7 puncte fiabilității serviciilor de poliție în ceea ce privește aplicarea legii și ordinii (1 fiind „nu se poate conta deloc” și 7 fiind „se poate conta întotdeauna”).
Se spune că ofițerii de poliție „solicită adesea victimelor infracțiunilor să plătească sume substanțiale pentru a se asigura că poliția investighează infracțiunile; în plus, poliția extorchează în mod obișnuit bani de la civili.” Se spune că poliția este implicată în traficul de persoane, acceptă mită de la baronii drogurilor și extorchează oameni de afaceri locali. Atunci când a fost impusă o stare de asediu în urma revoltelor care au avut loc în Mandalay în 2004, poliția a extorcat mită de la persoanele care doreau să încalce starea de asediu.
Unul dintre motivele corupției în poliție este faptul că, timp de mulți ani, ofițerii de poliție trebuiau să plătească pentru propriile investigații, fără nicio rambursare sau compensație. Această politică nu numai că a încurajat corupția, dar a descurajat și investigarea serioasă a infracțiunilor.
Forțele de securitate „acționează în general cu impunitate în Myanmar”. Raportul privind drepturile omului 2013 a menționat că o escortă de poliție pentru convoiul unui raportor al ONU „a stat deoparte” în timp ce convoiul a fost atacat.

#### Sănătatea și educația
Calitatea scăzută a instituțiilor din Myanmar duce la corupție în domeniul sănătății și al educației.

#### ONG-uri
Este obișnuit ca ONG-urile naționale și internaționale să folosească banii destinați ajutorării publicului pentru a-i cheltui pe birouri scumpe, reședințe sau alte cheltuieli nepotrivite.

#### Judiciar
Sistemul judiciar este corupt și supus influenței guvernului și armatei. Oficialii din sistemul judiciar din Myanmar acceptă mită pentru diverse servicii, cum ar fi accesul la deținuți și pronunțarea unui verdict favorabil. Corupția judiciară „reprezintă o provocare majoră pentru oamenii de afaceri care doresc să facă afaceri în Myanmar”. În litigiile cu firmele străine, întreprinderile locale pot folosi mita pentru a obține sentințe favorabile. În Raportul privind Competitivitatea Globală 2013-2014 al Forumului Economic Mondial, directorii de întreprinderi evaluează independența sistemului judiciar la 2,8 pe o scară de 7 puncte (1 fiind „puternic influențat” și 7 „complet independent”).
Deciziile judiciare privind terenurile și clădirile sunt adesea afectate de influența guvernului, de relațiile personale și de mită. Aplicarea unui contract în instanțele din Myanmar poate dura ani de zile.

#### Grupuri de lobby
Există multe grupuri de lobby în Myanmar, dar acestea nu sunt reglementate și „recurg în mod regulat la mită și concesii pentru a-și asigura favorurile”, ceea ce este „favorizat de lipsa de transparență și responsabilitate din Myanmar”.

#### Droguri
Myanmar este unul dintre cei patru mari producători mondiali de opiu și heroină. Guvernul a extins eforturile de combatere a narcoticelor, dar este „reticent în a investiga, aresta și urmări în justiție traficanții internaționali de nivel înalt”, potrivit CIA.

## Eforturile anticorupție
În timp ce Myanmar se afla încă sub control militar, banca sa centrală a pus în aplicare controale în conformitate cu orientările FMI privind Combaterea Spălării Banilor/Combaterii Finanțării Terorismului (AML/CFT). Ca urmare, Myanmar a fost scos de pe lista internațională a Grupului de Acțiune Financiară Internațională „Țări și teritorii necooperante” în octombrie 2006.
Președintele Thein Sein a introdus o serie de politici menite să reducă corupția în mediul de afaceri. O temă-cheie a discursului său inaugural din 30 martie 2011 a fost combaterea corupției guvernamentale. El a declarat că „democrația va fi promovată numai în paralel cu buna guvernare. De aceea, guvernul nostru responsabil de tranziția democratică din Myanmar va încerca din răsputeri să formeze o bună mașinărie administrativă....Vom lupta împotriva corupției în cooperare cu poporul, deoarece aceasta afectează imaginea nu numai a infractorilor, ci și a națiunii și a poporului.” Thein Sein ar fi făcut «eforturi semnificative pentru a minimiza corupția în industriile extractive» în speranța de a atrage investiții străine.
În august 2012, a fost aprobat un proiect de lege împotriva mitei. În august 2013, a fost adoptată o lege anticorupție.
În aprilie 2013, mai mulți înalți funcționari guvernamentali acuzați de corupție au fost obligați să se pensioneze sau să părăsească departamentele care se ocupau de investiții.
Myanmar Center for Responsible Business (MCRB) a fost înființat în 2013. Acesta urmărește să promoveze „practici de afaceri mai responsabile în Myanmar”. O inițiativă a MCRB denumită Transparency in Myanmar Enterprise (TiME) „publică informații privind combaterea corupției, transparența organizațională și preocuparea pentru drepturile omului, sănătate și mediu în rândul celor mai mari întreprinderi din Myanmar. Folosind criteriile stabilite de Transparency International, proiectul a realizat clasamente ale întreprinderilor în funcție de criteriile de mai sus, analizând informațiile pe care acestea le publică online.”
Legile anticorupție „au mai fost modificate în 2014 pentru a permite parlamentului să înființeze o comisie care să investigheze acuzațiile de corupție în rândul funcționarilor publici.” Comisia anticorupție a fost înființată în februarie 2014. Aceasta se concentrează în principal asupra mitei, care poate fi pedepsită cu amenzi și până la cincisprezece ani de închisoare. Până în decembrie 2014, comisia primise aproape 600 de plângeri scrise, dar a abordat doar trei, afirmând că nu poate acționa fără dovezi documentate. Deputatul U Ye Tun a declarat că această comisie nu are autoritatea necesară pentru a lua măsuri eficiente. În decembrie 2014, un expert în guvernanță și anticorupție a declarat că este puțin probabil ca comisia să vizeze guvernul sau ministerele acestuia, unde are loc cea mai mare parte a corupției în Myanmar.
Un raport din februarie 2014 a afirmat că forțele de poliție din Myanmar (MPF) și-au îmbunătățit capacitatea de a identifica și recunoaște corupția. În 2013, MPF a arestat doi ofițeri superiori de poliție pentru implicare în contrabanda cu droguri.
În iulie 2014, Myanmar a devenit o țară candidată la Extractive Industries Transparency Initiative (EITI). Myanmar a fost astfel de acord să crească transparența în industriile sale extractive, în special în industria forestieră.
Legea privind Eradicarea Spălării Banilor (2015) prevede recuperarea fondurilor legate de activități ilicite sau infracționale. Normele de combatere a spălării banilor, înființarea unei unități speciale de poliție pentru infracțiuni financiare și adoptarea normelor de combatere a finanțării terorismului contribuie, de asemenea, la lupta împotriva corupției. Legea privind instituțiile financiare din Myanmar și Legea privind gestionarea schimburilor valutare incriminează frauda și alte infracțiuni comise în instituțiile financiare. Legea concurenței din Myanmar permite urmărirea penală a activităților comerciale anticoncurențiale. Cu toate acestea, urmărirea penală în temeiul acestor legi este relativ rară, în mare parte din cauza lipsei resurselor guvernamentale.
În octombrie 2015, Aung San Suu Kyi, laureată a Premiului Nobel pentru Pace și lider al opoziției, a declarat într-un discurs că a apelat la Singapore pentru sfaturi privind combaterea corupției în propria sa țară, datorită nivelului incredibil de scăzut al corupției din Singapore.
În Myanmar, Coca-Cola a adoptat o politică de toleranță zero față de corupție în instalațiile sale și pe rutele de transport cu camionul. Toți șoferii camioanelor Coca-Cola au asupra lor un card anticorupție în care se menționează că le este interzis să mituiască autoritățile rutiere și că sunt obligați să raporteze superiorilor lor orice solicitare de mită. Această procedură a întâmpinat inițial rezistență, dar în timp a fost respectată de poliție.
Telenor a declarat că „se opune ferm corupției” și că solicită tuturor părților din Myanmar care lucrează cu Telenor Myanmar „să adere la principiile de conduită ale furnizorilor Telenor”.
Conform unui raport de sondaj publicat în noiembrie 2020 de Transparency Networks, 93% dintre cetățenii din Myanmar consideră că guvernul luptă bine împotriva corupției. Raportul a fost lăudat de presa locală și de oficialii guvernamentali.